# Panarabisme

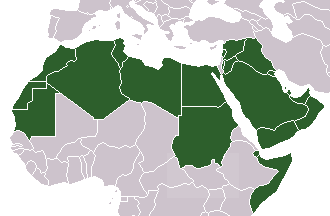
Eén van de interpretaties van wat tot de Arabische wereld gerekend kan worden.

Het panarabisme (of Qawmiya) is een beweging die ijvert voor het verenigen van de Arabische volkeren en naties van het Midden-Oosten en Noord-Afrika. Panarabisme wordt meestal omschreven als seculier, socialistisch, nationalistisch en antiwesters. Als uiting van het nationalisme van het Arabische volk wordt het als variant op het meestal als Westers getypeerde volksnationalisme ook wel Arabisch nationalisme genoemd.
Bekende aanhangers van het panarabisme waren onder andere Gamal Abdel Nasser van Egypte, Moammar al-Qadhafi van Libië,  Saddam Hoessein van Irak en Hafiz Al-Assad van Syrië.

## Geschiedenis

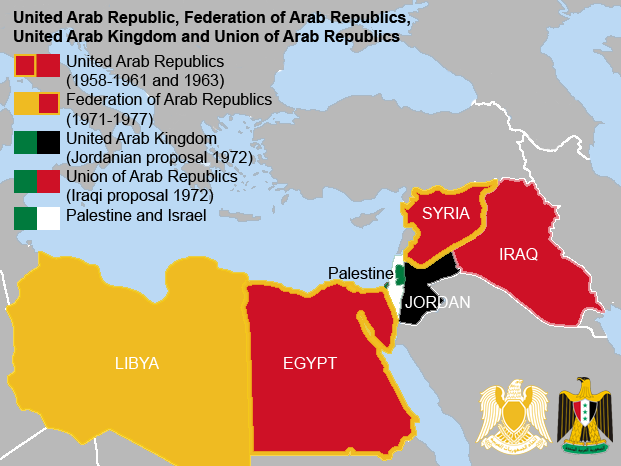
De voorgestelde Unie van Arabische Republieken (rood) uit 1972 was een nieuwe versie van de mislukte Verenigde Arabische Republiek uit 1963.

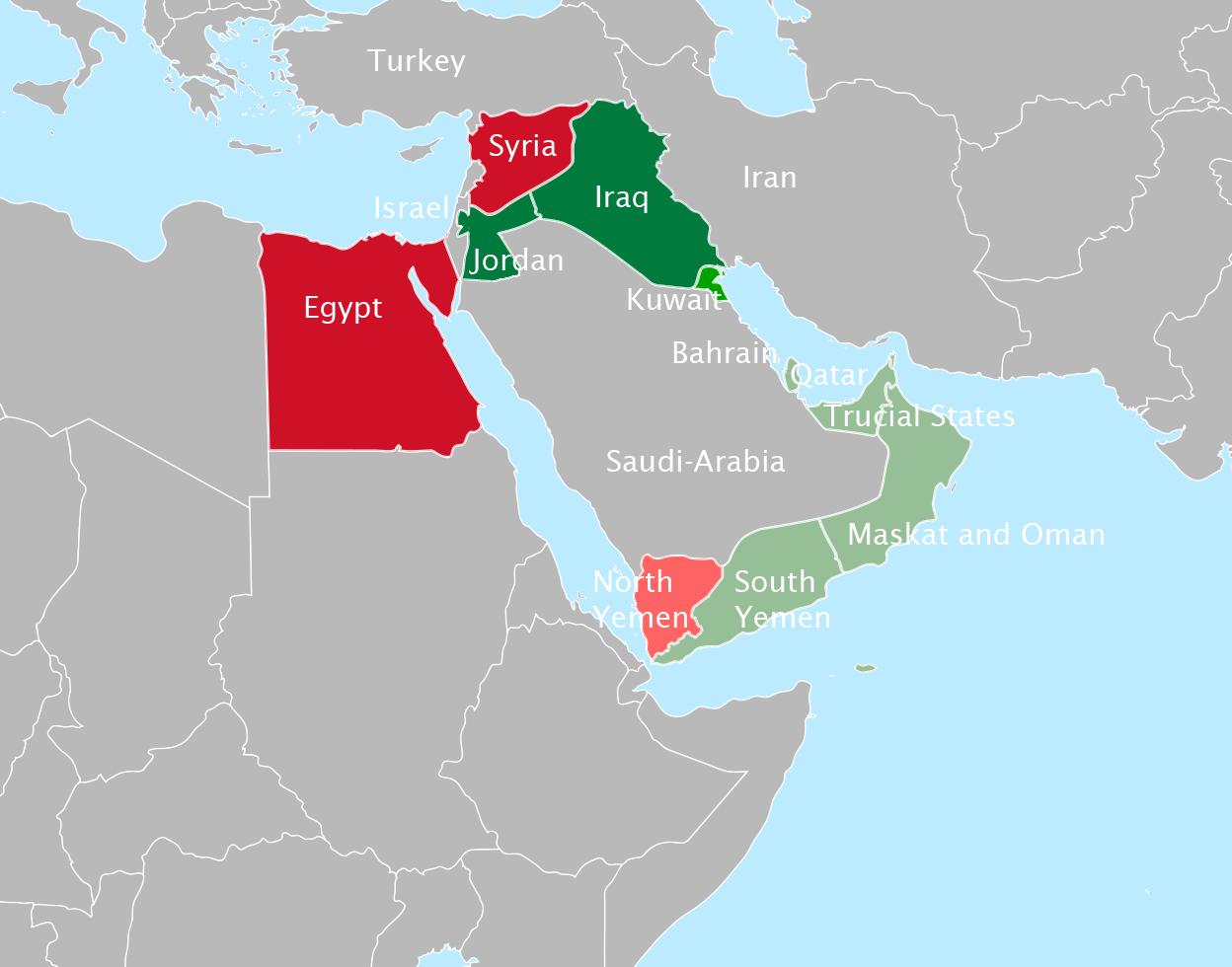
Midden-Oosten in 1958: Verenigde Arabische Republiek (rood), Verenigde Arabische Staten (rood en lichtrood), Arabische Federatie (groen), Brits Koeweit (grasgroen), andere Britse protectoraten in de Arabische Golf (lichtgroen).

Het panarabisme werd voor het eerst verdedigd door Hoessein ibn Ali, de Sjarif van Mekka, die streefde naar onafhankelijkheid van het Turkse Ottomaanse Rijk en de oprichting van een Arabische staat. Tijdens de Eerste Wereldoorlog kreeg hij steun van de Entente (met name de Britten), die Arabië maar al te graag wilden losmaken van het Ottomaanse Rijk, dat met de centrale mogendheden meevocht. Al in 1916 hadden zij in het geheim het Sykes-Picotverdrag gesloten, krachtens hetwelk de meeste Arabische gebieden onder hen en de Fransen verdeeld zouden worden. Het beloofde Arabië, het latere Saoedi-Arabië, werd gecreëerd in het meer zuidelijk gelegen woestijngebied. De Balfour-verklaring werd door Groot-Brittannië gebruikt om hun inpalming van Palestina als Brits mandaatgebied te rechtvaardigen. De idealen van het panarabisme werden na de Eerste Wereldoorlog nog lang niet gerealiseerd, en het gebied begon zelfs aan een lange periode van Britse en Franse bezetting met als gevolg de stichting van de staat Israël in 1948.
Een meer formele panarabische ideologie werd geformuleerd door Michel Aflaq, een stichter van de Ba'ath Partij, rond 1940 in Syrië. De Ba'ath partij combineerde socialisme met Italiaans fascisme. Het panarabisme inspireerde verschillende unificatiepogingen, met als meest in het oog springende voorbeeld in 1958 de Verenigde Arabische Republiek, een unie van Egypte en Syrië en de confederatie van deze VAR met Noord-Jemen, genaamde de Verenigde Arabische Staten. Beiden hielden het maar drie jaar vol.
De oprichting van de nog steeds bestaande Arabische Liga op 22 maart 1945 was ook een poging om tot een panarabische eenheid te komen.
De Syrische Ba'ath-regering, evenals de voormalige Ba'ath-regering van Irak tot de val van Saddam Hoessein in 2003, ondersteunden het panarabistische gedachtegoed. Zij twistten met elkaar wie de zuiverste vorm van de Ba'ath-ideologie had.
Panarabisme kreeg een stevige deuk toen een verenigd Arabisch leger in 1967 werd verslagen door Israël tijdens de Zesdaagse Oorlog en door de onmacht om in enig Arabisch land stevige economische groei te creëren. In de loop van de jaren '80 werd panarabisme overschaduwd door panislamitische gedachten.

### Europa
In Europa is met name de Arabisch-Europese Liga (AEL) een Arabisch-nationalistische beweging. Het richt zich primair op Arabische minderheden in Nederland en België. Het verzet zich tegen assimilatie en probeert een Arabisch bewustzijn te stimuleren.

## Mislukte fusies
- Arabisch Islamitische Republiek (1972), tussen Tunesië en Libië
- Arabische Federatie (1958), tussen Jordanië en Irak
- Federatie van Arabische Emiraten (1968-1971), tussen de Verenigde Arabische Emiraten, Qatar en Bahrein
- Federatie van Arabische Republieken (1972-1977), tussen Libië, Egypte en Syrië
- Libisch-Syrische unie (1980-1981), tussen Libië en Syrië
- Syrisch-Iraakse Unie (1978-1979), tussen Syrië en Irak
- Syrisch-Jordaanse Unie (1975-1976), tussen Syrië en Jordanië
- Unie van Arabische Republieken (1972), tussen Irak, Syrië en Egypte
- Verenigd Arabisch Koninkrijk (1972), tussen Jordanië en Palestina
- Verenigde Arabische Republiek (1958-1961), tussen Egypte en Syrië
- Verenigde Arabische Republiek (1963), tussen Egypte, Irak en Syrië
- Verenigde Arabische Staten (1958-1961), tussen Egypte, Syrië en Noord-Jemen
- Vruchtbare Sikkel Unie (1958-1961), tussen Irak, Syrië, Libanon, Palestina en Jordanië

### Andere federaties van Arabische republieken
- Federatie tussen Egypte, Libië en Soedan (1969 / 70–1971)
- Federatie tussen Egypte, Libië en Syrië (1971 / 72–1974 / 77)
- Unie tussen Egypte en Libië binnen de Federatie (1972–1973 / 74)
- Unie tussen Egypte en Syrië binnen de Federatie (1976–1977)
- Federatie tussen Egypte, Soedan en Syrië (1977)

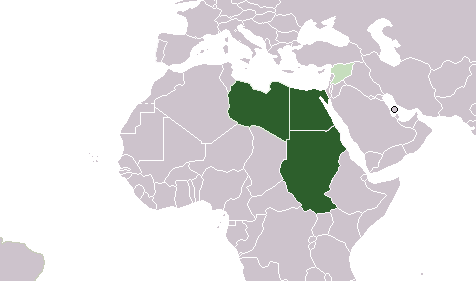
FAR 1970, Syrië is van plan zich bij de Egyptisch-Libisch-Soedanese Federatie aan te sluiten
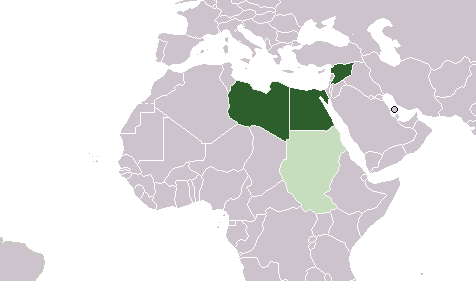
FAR 1971, Soedan zou later toetreden, maar blijft buiten de Federatie
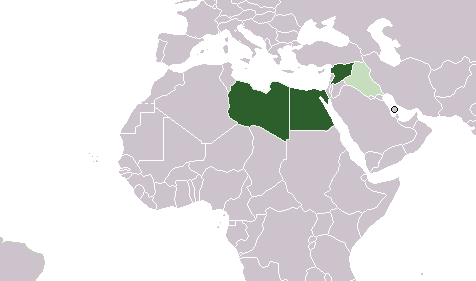
FAR 1972, Irak wordt uitgenodigd om lid te worden van de Egyptisch-Libisch-Syrische Federatie
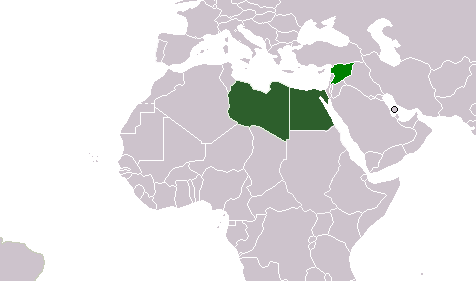
FAR 1973, Egypte en Libië vormen geen Unie binnen de Federatie
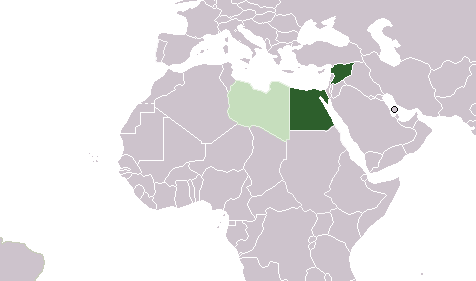
FAR 1976, Egypte en Syrië zijn van plan binnen de Federatie een Unie te vormen
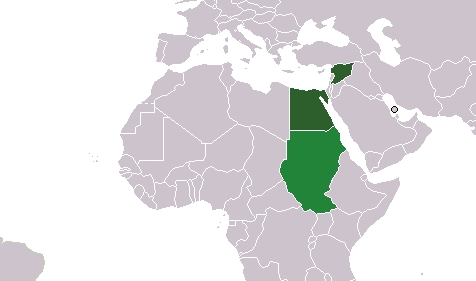
FAR 1977, Soedan is van plan zich aan te sluiten bij de Egypte-Syrische Federatie

## Geslaagde fusies

Noord-Jemen en Zuid-Jemen voor de hereniging in 1990.

- Jemen (1990)
  -  Noord-Jemen
  -  Zuid-Jemen
- Verenigde Arabische Emiraten (1972)
  -  Abu Dhabi
  -  Ajman
  -  Dubai
  -  Fujairah
  -  Ras al-Khaimah
  -  Sharjah
  -  Umm al-Quwain

## Militaire annexaties
- Opper-Asir door Saoedi-Arabië (1920)
- Hail door Saoedi-Arabië (1921)
- Neder-Asir door Saoedi-Arabië (1930)
- Hidjaz door Saoedi-Arabië (1925)
- Palestina door Egypte en Jordanië (1948-1967)
- Westelijke Sahara/SADR door Marokko (vanaf 1975)
- Koeweit door Irak (1990-1991)

## Intergouvernementele organisaties
- Arabische Liga (1945)
- Arabische Samenwerkingsraad (1989-1990)
- Raad van Arabische Economische Eenheid (1957)
- Samenwerkingsraad van de Arabische Golfstaten (1981)
- Unie van de Arabische Maghreb (1989)